# Tanzhaus Zürich
Das Tanzhaus Zürich, 1996 im Letten in Zürich als Tanzhaus Wasserwerk gegründet und seit 2019 im Neubau des katalanischen Architekturbüros Barozzi Veiga beheimatet, ist ein Zentrum für zeitgenössisches Tanzschaffen in der Schweiz, das sich ausschliesslich auf Tanz, Choreographie und Performance konzentriert.

## Tätigkeit
Es finden hier künstlerische Produktion und Recherche, Weiterbildung, Beratung, Vernetzung, Vermittlung und Präsentation statt für die im Kanton Zürich lebenden Tänzer, Choreografinnen und Tanzpädagogen. Schwerpunkte sind die Nachwuchsförderung, die internationale Vernetzung durch Residenzen und die Bereiche Inklusion und Intersektionalität.

## Finanzierung
Das Tanzhaus Zürich finanziert sich zum grössten Teil durch Förder- und Subventionsbeiträge (Stadt Zürich, Kanton Zürich, private Stiftungen) und weiter über Einnahmen aus Vermietungen sowie Eintrittsgelder (Veranstaltungen, Workshops, Profitrainings).

## Geschichte

### Von der IGTZ zum Tanzhaus
Die IGTZ (Interessengemeinschaft Tanz Zürich), heutige TanzLOBBY Zürich, verwaltete zwischen 1992 und 1996 zwei kleine Räume an der Wasserwerkstrasse 127a, die mit Schwingböden, Tanzteppich und Musikanlage ausgestattet waren. 1995 wurde der Trägerverein Tanzhaus gegründet und ein Jahr später kam es zu einer Betriebssubvention, worauf der regelmässige Betrieb unter dem Namen «Tanzhaus Wasserwerk» aufgenommen wurde.
Geleitet wurde das Tanzhaus bis 1999 von Eve Bhend (anfangs zusammen mit Bruno Stefanoni), in den Jahren 1999/2000 von Bettina Holzhausen, von 2000 bis 2011 von Meret Schlegel (ab 2007 in Co-Leitung mit Katrin Kolo) sowie von 2011 bis 2014 von Andrea Boll. Seit 2014 leitet Catja Loepfe das Haus. Zuletzt wurde 2021 loepfe in der Doppelfunktion als künstlerische Leitung und Geschäftsleitung bis Mitte 2026 (Ende der Saison 2025/2026) verlängert.

### Tanzhaus Wasserwerk und der Brand

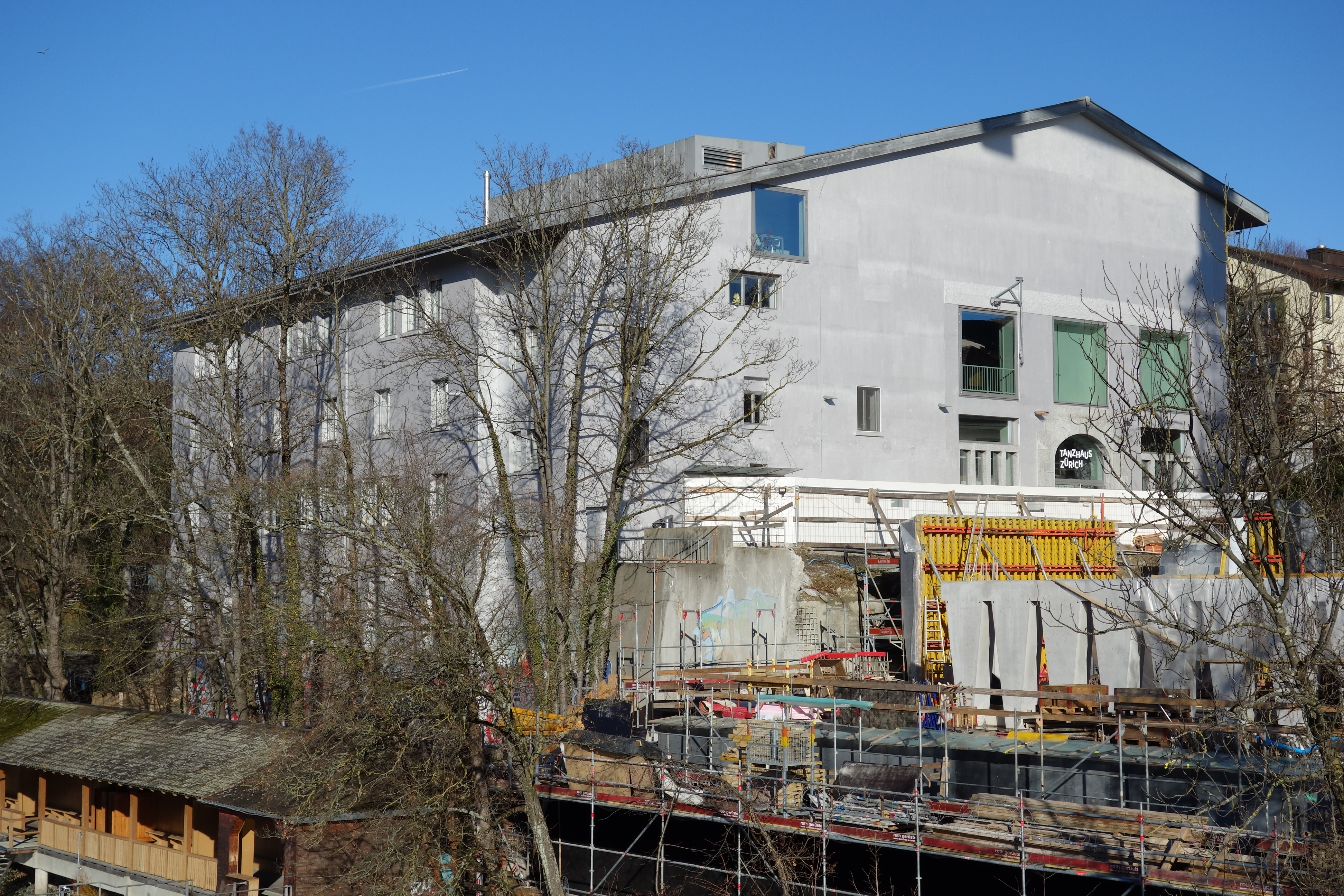
Tanzhaus Zürich, Wasserwerkstrasse 129

Zu Beginn war das Tanzhaus Wasserwerk einerseits in der ehemaligen Umformer-Station des Elektrizitätswerks der Stadt Zürich EWZ an der Wasserwerkstrasse 129 (gebaut 1908) zuhause und nutzte darüber hinaus Räume an der Wasserwerkstrasse 127a in einer ehemaligen Maschinenhalle der Schweizerischen Textilfachschule (ehemals Seidenwebschule Zürich). 2006 wurde das Gebäude an der Nummer 129 renoviert und das Tanzhaus gewann einen neuen Bühnenraum von 11 Metern Höhe und einer Fläche von 400 m².
Die ehemalige Maschinenhalle an der 127a, die zu diesem Zeitpunkt zur Hälfte an das Tanzhaus Zürich (Tanzstudios, Übungs-, Aufenthalts- und zugehörige Nebenräume) und an die Textilfachschule, STF vermietet war, brannte am 13. Oktober 2012 vollständig nieder. Grund dafür war höchstwahrscheinlich ein Mottbrand, der im Zusammenhang mit der Sanierung des Flachdachs entstand und sich nach zwei Tagen zu einem Vollbrand entwickelte.
Gerade als die Stadt Zürich in ihrem Kulturleitbild (2012 – 2015) den Tanz zum Schwerpunkt ernannt hatte, verlor die wichtigste Produktionsstätte neben einem Grossteil ihrer Räume auch die Einnahmen aus der Vermietung von Proberäumen und musste selbst fortan im weit entfernten mediacampus Räume anmieten.

### Architekturwettbewerb und Volksabstimmung
Im Februar 2014 schrieb das Amt für Hochbauten der Stadt den Architekturwettbewerb für einen Neubau an der Wasserwerkstrasse 127a aus. Gemäss Brandstattrecht des Kantons Zürich musste der Ersatzbau dem zerstörten Gebäude hinsichtlich Art, Umfang und Lage entsprechen und durfte wie der Vorgängerbau von der Wasserwerkstrasse aus nicht sichtbar sein.

### Neubau Barozzi Veiga
Den Wettbewerb gewann das Architekturbüro Barozzi Veiga aus Barcelona, das in der Schweiz bereits mit grossen Museumsbauten in Chur und Lausanne auf sich aufmerksam gemacht hatte. Für das Tanzhaus Zürich entwarfen sie, wie Caspar Schärer vom Bund Schweizer Architekten schreibt, «ein sowohl aussen als auch innen klar lesbares Gebäude».
In der Jurybegründung heisst es, ihr Projektvorschlag gehe «sensibel auf das denkmalgeschützte Gebäudeensemble und die Topografie am Limmatufer ein und verbindet mit seinem arkadenartigen, den Tanzräumen vorgelagerten Foyerraum Altes und Neues am besten».
Charakteristisch für das nach Minergie-Eco-Standard gebauten Gebäude sind einerseits diese sich in zwei Stufen dem Fluss zuwendenden Beton-Arkaden aus Parabol-Stützen, die sechzig verglaste Öffnungen rahmen. Andererseits die begrünten öffentlich zugänglichen Dachterrassen, die – neben der auch unabhängig von Veranstaltungen geöffneten Café/Bar Nude – dem Raum zwischen den beiden Flussbadeanstalten einen weiteren Begegnungsraum hinzufügen.
Das Nude und die Räume auf der Ebene des Flussufers sind mit den Terrassen und dem alten Gebäude an der 129, in dem das Tanzhaus seit der Eröffnung des Neubaus 2019 nur noch einen Raum nutzt (Bühne 2), durch eine Aussentreppe verbunden.
Der Neubau selbst verfügt über einen Bühnenraum (Bühne 1), drei Studios, das Foyer mit Café/Bar, zwei Garderoben, einen Technikraum und mehrere Büroräume.

### Volksabstimmung
Noch bevor im Herbst 2016 die Bauarbeiten für das neue Tanzhaus begannen, beantragte der Stadtrat gegenüber dem Gemeinderat die Erhöhung der Unterstützungsbeiträge für die Jahre nach der Wiedereröffnung, um die höheren Betriebs- und Mietkosten für das neue Gebäude zu finanzieren.
Anfang Januar 2017 stimmte der Gemeinderat der Stadt Zürich dieser Vorlage deutlich zu. Da die aus den erhöhten Gebäudekosten resultierende Unterstützungssumme den Betrag von 1 Mio. CHF überschritt, musste die Vorlage im Mai 2017 noch in die Volksabstimmung. Die Stimmbürgerinnen und Stimmbürger entschieden mit 64,7 % für das Tanzhaus und seine finanzielle Absicherung.

## Bühne
Im neuen Tanzhaus finden ganzjährig über 100 verschiedene Publikumsanlässe (mit ca. 200 einzelnen Vorstellungen) statt: einerseits im Rahmen von internationalen Festivals (z. B. «zürich moves!» und «ZÜRICH TANZT»), andererseits in Kooperation mit der lokalen und nationalen Tanzszene. Dazu gehören eigene thematische Reihen und Formate, wie etwa die Nachwuchsplattform für Kurzstücke «Show-Off». Einen Schwerpunkt des Hauses stellt auch das Programm «Tanzhaus young» dar, das zeitgenössischen Tanz an Kinder und Jugendliche vermittelt.

### Koproduktionen
Das Tanzhaus koproduziert insbesondere in Zürich arbeitende zeitgenössische Tanzschaffende und unterstützt vor allem auch Nachwuchskünstlerinnen und -künstler mit dem 2020 eingerichteten Dramaturgiepool in allen Bereichen des Produktions- und Kreationsprozesses.

## Residenzen
Das Tanzhaus Zürich vergibt zweiwöchige Recherche- und Entwicklungs-Residenzen an lokale, nationale und internationale Künstlerinnen und Künstler und pflegt einen Residenz-Austausch mit Institutionen im europäischen Ausland. Die Residenten geben dem Publikum während ihres Aufenthalts im Rahmen von so genannten «Sharings» Einblick in ihre künstlerischen Schaffensprozesse. Der Umwelt zuliebe verpflichten sich alle Residenzgäste, wenn irgend möglich, mit dem Zug und nicht dem Auto oder Flugzeug anzureisen.

## Vermittlung und Weiterbildung
Neben Produktion und Kreation widmet sich das Tanzhaus auch der Vermittlung von zeitgenössischem Tanzschaffen und bemüht sich hierbei explizit um eine Öffnung einerseits in das umgebende Quartier, andererseits hin zu einer möglichst breiten Zielgruppe, zum Beispiel mit Workshops, Kursen, Sharings, Publikumsgesprächen, mit Angeboten für Schulen und weiteren Begegnungsangeboten.
Darüber hinaus bietet das Tanzhaus im Bereich Weiterbildung Profitrainings in den Sparten «Ballett» und «Zeitgenössischer Tanz» an, die sich in erster Linie an professionelle Tanzschaffende wenden.
Das Angebot «DanceAbility» ist offen für professionelle und nicht-professionelle Tanzende mit und ohne Beeinträchtigungen. Seit 2017 trägt das Tanzhaus das Label «Kultur inklusiv», das von der Fachstelle Kultur von Pro Infirmis vergeben wird.
Mit Workshops, Kursen, Open Classes und Profitrainings erreicht das Tanzhaus jährlich an über 700 Anlässen ca. 6000 erwachsene Teilnehmende und 3000 Kinder und Jugendliche.

### Tanzhaus young
Das Tanzhaus Zürich zeigt unter dem Label Tanzhaus young Tanzvorstellungen für ein junges Publikum sowie Schulklassen, bietet Kurse für Kinder und Jugendliche und lanciert eigene Projekte und Ferienkurse in Zusammenarbeit mit anderen städtischen Institutionen, auch im Rahmen von Festivals wie «Blickfelder» oder Ferienangeboten wie «Cool-Tur».

## The Field
The Field ist ein dem Tanzhaus assoziiertes Kollektiv von Tanzschaffenden, das «unterschiedlichste Arten von Kollaborationen im Bereich Tanz und Performance kultiviert». Neben eigenen Projekten im Rahmen von Festivals wie "ZÜRICH TANZT", "TanzPlan Ost" oder Zürcher Theater Spektakel sowie in Zusammenarbeit mit Institutionen wie Kunsthaus Zürich, Kunsthalle Wien oder Zürcher Hochschule der Künste erarbeitet The Field abendfüllende Gastchoreografien mit renommierten Choreografen und Choreografinnen, wie zum Beispiel Simone Aughterlony oder Isabel Lewis.

## Café/Bar Nude
Die 2019 eröffnete Café/Bar «Nude» liegt im Erdgeschoss des Tanzhaus-Neubaus, mit Eingang am Kloster-Fahr-Weg, direkt an der Limmat. Es ist gleichzeitig Foyer der Bühne 1 und der drei Studios sowie Ticketverkaufsstelle.